# Hokejski Klub Jesenice
L'HK Jesenice è stata una squadra di hockey su ghiaccio slovena. Dal 2006 al 2012 ha militato anche nel massimo campionato austriaco (EBEL). Nel 2012 è stata sciolta per problemi finanziari.

## Storia
La squadra è la più titolata dell'ex Jugoslavia, e, come riconoscimento di tali qualità, nel 2006 è stato il primo club straniero ad essere invitato a partecipare alla EBEL. Oltre al campionato austriaco, il club ha disputato anche quello sloveno del quale ha vinto nove edizioni.
Nel 2012, dopo essere stata espulsa dalla EBEL per gravi problemi finanziari, la squadra decise di iscriversi alla neonata Inter-National-League, ma la società fu costretta, sempre per questioni finanziarie, a cessare tutte le attività a partire dal 31 agosto 2012, due settimane prima dell'inizio della stagione regolare. Riuscì comunque a iscrivere regolarmente la propria seconda squadra, HD Jesenice, al campionato sloveno.
Nel 2013 venne fondata una nuova squadra, il Team Jesenice (che dopo una stagione assumerà la denominazione HDD Jesenice), e l'HD Jesenice ritornò al suo ruolo di squadra giovanile anche per questa nuova società.

## Palmarès
- Campionati jugoslavi: 23

1957, 1958, 1959, 1960, 1961, 1962, 1963, 1964, 1965, 1966, 1967, 1968, 1969, 1970, 1971, 1973, 1977, 1978, 1981, 1982, 1985, 1987 e 1988
- Campionati sloveni: 9

1992, 1993, 1994, 2005, 2006, 2008, 2009, 2010 e 2011
- Interliga: 2

2005 e 2006